# Gaskonja
Gaskonja (fra. Gascogne, /gaskɔɲ/; gaskonjski i okcitanski Gasconha, /gasˈkuɲɔ/, baskijski Gaskoinia) je povijesna pokrajina na jugozapadu Francuske.
Prije francuske revolucije bila je dijelom tradicijske pokrajine Guyenne i Gaskonje". Nakon pariškog sporazuma 1259., Akvitansko Vojvodstvo preuzelo je ime vojvodstva Guyenne, pojma koji je označavao francuske posjede engleskog kralja. Unatoč tim kretanjima,  gaskonjski identitet opstoji od Ancien Régimea do današnjih dana.
Gaskonja u svom latinskom obliku Gasconia označuje Baskiju.
U starom su vijeku prije dolaska Rimljana u Gaskonji živjeli pripadnici naroda Akvitanaca koji su govorili akvitanskim, jezikom srodnim baskijskom. 50. pr. Kr. ove su krajeve pripojile postrojbe Julija Cezara. 27. pr. Kr. je za vrijeme Augusta ovo postalo dijelom provincije Galije Akvitanije, koja je bila veća od izvorne Akvitanije, jer se je prostirala sve do Loire. 297. je godine car Dioklecijan reformirao carstvo te je Akvitaniju podijelio na tri dijela. Južno od Garonne, izvornom području Akvitanije, napravio je provinciju Novempopulaniju (Aquitania Novempopulana) (hrvatski: "zemlju devet plemena"). Gallia Aquitania sjeverno od Garonne postala je Aquitanica I te Aquitanica II.
U srednjem se vijeku na prostoru Gaskonje prostiralo Vojvodstvo Gaskonja.

## Zemljopis
Najvažniji gradovi su:
- Auch, nadbiskupija, povijesni vjerski glavni grad (Aush)
- Bagnères-de-Bigorre (Banhèras)
- Bayonne (Baiona), baskijskog i gaskonjskog identiteta
- Bazas (Basats)
- Bordeaux, archidiocèse, (Bordèu)
- Condom (Condom)
- Dax (Dacs)
- Eauze (Eusa)
- La Teste de Buch (La Testa)
- Langon (Lengon)
- Lectoure (Leitora)
- L'isle Jourdain (L'Isla de Baish)
- Lourdes (Lorda)
- Luchon
- Marmande (Marmanda)
- Mont-de-Marsan (Lo Mont)
- Nérac (Nerac)
- Oloron (Auloron)
- Orthez (Ortès)
- Pau (Pau)
- Saint-Gaudens (Sent Gaudenç)
- Saint-Sever (Sent Sever)
- Tarbes (Tarba)

La Bastide-Clairence, gaskonjska enklava na baskijskom teritoriju.